# Karl Georg Christian von Staudt
Karl Georg Christian von Staudt, né le 24 janvier 1798 à Rothenburg ob der Tauber et mort le 1er juin 1867 à Erlangen, est un mathématicien bavarois.

## Biographie
Karl von Staudt a étudié les mathématiques et plus particulièrement la théorie des nombres à l'université de Göttingen auprès de Gauss.
D'abord professeur au lycée Mélanchthon (de) de Nuremberg puis à l'école polytechnique (de) de cette même ville, il fut de 1835 à sa mort professeur ordinaire à l'université d'Erlangen.
Von Staudt est connu pour ses recherches sur les nombres de Bernoulli (théorème de von Staudt-Clausen), et surtout pour ses contributions concernant les fondements de la géométrie projective, avec son invention d'une « algèbre des jets ». 
À l'époque du débat entre géométrie synthétique et géométrie analytique, cette découverte, qui permettait de fonder la géométrie projective sans recours aux coordonnées, fut tenue pour tout à fait significative, et valut une  grande notoriété à son auteur. La perte d'actualité du débat dont il s'était fait le champion a fait décliner sa célébrité tout au long du XXe siècle.

## Postérité
Le prix Karl Georg Christian von Staudt, distribué tous les 3 ou 4 ans, récompense des travaux mathématiques remarquables effectués au sein d'organismes allemands d'enseignement ou de recherche.

## Œuvres
- "Über die Kurven, 2. Ordnung" (sur les courbes d'ordre deux) - Nuremberg 1831
- De numeris Bernoullianis: commentationem alteram pro loco in facultate philosophica rite obtinendo, Carol. G. Chr. de Staudt. Erlangae: Junge, 1845 Digitalisat Univ. Straßburg
- De numeris Bernoullianis: loci in senatu academico rite obtinendi causa commentatus est, Carol. G. Chr. de Staudt. Erlangae: Junge, 1845 Digitalisat Univ. Straßburg
- "Geometrie der Lage" (La géométrie de position) -  Nuremberg 1847 Digitalisat Cornell Univ.
- "Beiträge zur Geometrie der Lage, Erstes Heft". (Contributions à la géométrie de position - 1er cahier) - Nuremberg 1856 Digitalisat Cornell Univ.
- "Beiträge zur Geometrie der Lage, Zweites Heft". (Contributions à la géométrie de position - 2e cahier) - Nuremberg 1857 Digitalisat Cornell Univ.
- "Beiträge zur Geometrie der Lage, Drittes Heft". (Contributions à la géométrie de position - 3e cahier) - Nuremberg 1860 Digitalisat Cornell Univ.